# بيكي جيمس
بيكي جيمس (بالإنجليزية: Rebecca James) مواليد 29 نوفمبر 1991 في ويلز، هي درّاجة ويلزية. شاركت وحققت ميدالية في دورة ألعاب الكومنولث.

## الميداليات
| الميدالية | المسابقة                               |
| --------- | -------------------------------------- |
| ذهبية     | بطولة العالم للدراجات على المضمار 2013 |
| برونزية   | بطولة العالم للدراجات على المضمار 2014 |
| فضية      | دورة ألعاب الكومنولث 2010              |
| برونزية   | دورة ألعاب الكومنولث 2010              |

## روابط خارجية
- بيكي جيمس على موقع أرشيف الدراجات (الإنجليزية)
- بيكي جيمس على موقع CycleBase (الإنجليزية)
- بيكي جيمس على موقع أوليمبيديا (الإنجليزية)
- بيكي جيمس على موقع اللجنة الأولمبية البريطانية (الإنجليزية)